# Two Gallants
Two Gallants son un dúo de batería y guitarra proveniente de San Francisco, California. La banda está conformada por Adam Stephens (guitarra, armónica, teclados, piano, vocales) y Tyson Vogel (batería, guitarra, vocales), la cual tiene sus orígenes en el año 2002. Two Gallants suele ser descrita como una banda de folk rock, influenciada por punk y blues, con un desarrollo más profundo en el rock and roll en los últimos lanzamientos de la misma. La banda ha lanzado cinco álbumes de estudio, dos EPs y una numerosa cantidad de sencillos desde el año 2004, así como una extensiva cantidad de conciertos.

## Historia

### Formación yThe Throes(2002 – 04)
Adam Stephens y Tyson Vogel se hicieron amigos durante su infancia en San Francisco, conociéndose a la edad de cinco años y convirtiéndose en amigos a la edad de doce. Cada uno había recibido una guitarra al mismo tiempo y comenzaron a crear música juntos. Empezaron haciendo covers de bandas de heavy metal y los explosivos sonidos grunge de los 90's. Independientemente uno del otro descubrieron la música blues alrededor de la edad de 18 años. Los blues provocarían un gran impacto en ambos y en su deseo de hacer música.
Stephens y Vogal han tocado varios instrumentos en varias bandas, tanto juntos como separados a lo largo de su juventud, pero tomaron caminos separados luego de la graduación, con Vogel mudándose a Portland, Oregón para ir a la escuela de arte. Cerca del 2002, cuando ambos estaban cerca de sus veintiún años, el dúo decidió hacer música juntos, conectando la guitarra de Stephens en el amplificador de bajo de Vogel con la intención de tocar acordes de bajo con melodías. El nombre Two Gallants surge luego de una corta historia homónima perteneciente a Dublineses del autor James Joyce, obra literaria que ambos estaban leyendo al mismo tiempo y cuyo nombre les "pareció obvio". Con Stephens en la guitarra, armónica y voz principales, y Vogel en la batería y vocales, Two Gallants empezó a tocar en pequeños shows cerca de la bahía de San Francisco y espectáculos callejeros afuera de las estaciones de subterráneo BART.
Two Gallants publicaron su álbum debut, The Throes, bajo el sello de Alive Records en el verano de 2004. Grabado en solo nueve días, The Throes fue un éxito en cuanto críticas; Jonathan Zwickel de Pitchfork clasificó el álbum como "un sonido eléctrico e inolvidable", a lo que agregó, "sufriendo solo en lo que fue su producción algo discreta, The Thores puede ser consideraba una obra maestra de nuevas raíces de música americana. Es una fuerte inversion emocional, una lucha del estilo mas gratificante", dándole una puntuación de 8.5 de 10. The Thoes nos muestra el estilo de escritura de Stephens, con sus líricas influenciadas por el blues. Las canciones de este álbum, tanto como lo de sus futuras producciones, abarcarían temas tanto sociales como personales, como así lo son la violencia doméstica, suicidio, abandono, alcoholismo y referencias a fábulas del viejo oeste y la historia del sur de Estados Unidos. La banda publicó un sencillo en un vinilo de 7'', "I'm Her Man", así como una extendida gira para promocionar The Throes.

### What the Toll TellsyTwo Gallants(2005 – 08)
Two Gallants firmaría un acuerdo discográfico con el sello independiente Saddle Creek Records de Omaha, Nebraska en principios de julio de 2005. Ese mismo mes la banda comenzaría a grabar su nuevo material luego de The Throes en los estudios Tiny Telephone en San Francisco. En agosto de ese año, Two Gallants tocaron sus primeros conciertos fuera de su tierra natal, en Londres así como en los Festivales de Reading y Leeds, y aparecieron en un espectáculo de Saddle Creek en Nueva York, más precisamente en el Bowery Ballroom.
El segundo álbum de la banda, What the Tool Tells, fue lanzado en febrero de 2006. Este fue grabado en tres semanas y presentó una mezcla de punk/folk rock con el sonido de blues, así como las letras de Stephens tocaban temas similares a los del primer trabajo de la banda: violencia doméstica, el viejo oeste, racismo, alcoholismo y el perseguido mito del sueño americano. Dos sencillos fueron lanzados del álbum, "Las Cruces Jail" y "Steady Rollin". En general, What the Toll Tells recibido una anotación aceptable del sitio de Metacritic, con un puntaje de 71 sobre 100, indicando "criticas generalmente favorables". La historia que cuenta el álbum recibió críticas duras de algunos críticos, con Brian Howe de Pitchfork diciendo que la música "maneja la historia como bisutería" y dándole al mismo un puntaje de 4.5 de 10, así como un escritor de Under the Radar dijo del disco "todo lo que se canta aquí esta manufacturado para evocar la misma estúpida sensación de nostalgia que el nombre de la banda inspirado por James Joyce supone." Por otra parte, Sharon O'Connell de la revista de la BBC Collective elogio este aspecto del álbum, diciendo que la música "rebosa con una crudeza casi brutal y traiciona el sorprendente talento del dúo para contar historias."
Two Gallants hicieron tour por Europa al principio del 2006 después del lanzamiento del álbum, tocando en el espectáculo SXSW de Saddle Creek en marzo, y luego haciendo tours en Estados Unidos y parte de Canadá a lo largo de la primavera, volviendo a Europa para los festivales de verano, así como otro tour en los Estados Unidos en la otoño de ese año, tocando en más de 200 shows a lo largo del 2006. Durante el tour de otoño la banda ganó atención de parte de la prensa por un incidente en un espectáculo en Houston, Texas, cuando un oficial de policía investigando una queja de ruidos molestos en un club presuntamente atacó a la banda y a varios fanes de la misma con un Taser. La banda continuo escribiendo y tocando nuevo material a lo largo de los tours, a veces tomándoles meses hacer una canción mientras la tocaban en vivo. Two Gallants empezaron a grabar canciones durante entrevistas y chequeos de sonido las cuales querían que sean parte de su próximo álbum. Estas canciones eran principalmente acústicas, con una leve presencia de batería y ocasionalmente un piano. Después de completar nueve canciones, la banda decidió que el álbum era muy oscuro, depresivo y "pesado", lanzando solo cinco de las canciones en el EP The Scenery of Farewell en julio de 2007.
Two Gallants, el tercer álbum homónimo de la banda fue lanzado en septiembre de 2007 y debutó en el puesto #29 en el Top Heatseeker's Chart de Billboard. Producido por Alex Newport, el álbum epónimo de la banda se destacó por ser más rico sonoramente que los previos álbumes mientras aun mantenía el mismo sonido de guitarra y batería, y las mismas forma de contar historias que sus anteriores trabajos, a pesar de que las canciones de este disco tenían más temas personales como el amor, la pérdida y la ausencia más que los temas sociales de What the Toll Tells. Two Gallants recibió una puntuación de 69 sobre 100 en Metacritic, con "criticas generalmente favorables". Un escritor de Alternative Press remarco que "su giro en el blues y su folk retorcido aun seguían en su punto, lo cual combinaba bien con una mala ruptura o una cerveza con amigos." Amanda Petrusich de Pitchfork le dio al álbum un puntaje de 6.9 sobre 10, alabando al mismo por "musicalmente ofrecer a misma mezcla de pseudo-americana sobre la cual la banda construyo su reputación: una mezcla granulada de blues clásicos, folk y guitarras eléctricas", pero criticando las letras de Stephens, denominando su escritura "ambiciosa, embriagadora, y plagada de histriónica." Two Gallants hicieron su debut en la televisión, apareciendo en Jimmy Kimmel Live! interpretando "Despite What You've Been Told". La banda continuo de tour a lo largo del otoño de 2007 y en la primavera y verano de 2008 para darle respaldo a su trabajo.

### Hiato (2008 – 12)
Después de seis años de constantes grabaciones y giras, Two Gallants comenzaron un hiato empezando en el verano de 2008, excusándose de exhausto tanto mental como físico. Tanto Stephens como Vogel pasaron su tiempo escribiendo material propio. Stephens lanzó su primer álbum como solitario, We Live on Cliffs, en septiembre de 2010 a través de Saddle Creek Records. Este recibió críticas mixtas, con muchos críticos argumentando que el álbum no era malo, pero que le faltaba esa dirección que las grabaciones de Two Gallants tenían. Vogel formó un grupo instrumental llamó Devotionals con el violinista Anton Patzner, el chelista Lewis Parzner, Andrew Maguire en el vibráfono y el baterista Jeff Blair. Devotionals es esencialmente un proyecto solitario, con Vogel escribiendo y ejecutando las canciones. Devotionals lanzó su álbum homónimo en 2010 a través de Alive Records. El hiato tenía la intención de durar aproximadamente un año, mientras el dúo trabajaba en su material solitario para encontrar su propia dirección, pero se extendió más allá de eso debido a Vogel teniendo problemas personales y Stephens sufriendo un accidente de auto mientras estaba de tour promocionando su álbum, donde la van que transportaba a Stephens y sus compañeros de tour colisiono y comenzó a girar varias veces, golpeando el hombro de Stephens contra el techo del vehículo y dislocandoselo severamente. Stephens no pudo ni siquiera sostener una guitarra por varios meses luego del incidente y la banda finalmente se reunió en principios de 2012.

### The Bloom and Blight(2012)
Después de un receso de cinco años entre los álbumes, Two Gallants lanzó su cuarto álbum, The Bloom and the Blight, el 4 de septiembre de 2012 a través de ATO Records. Producido por John Congleton, The Bloom and the Blight es notablemente más pesado, con una dinámica más pronunciada entre ruidoso y suave que sus trabajos pasados. El álbum recibió un puntaje de 71 sobre 100 en Metacritic con "criticas generalmente favorables". Mark Deming de AllMusic describió el nuevo sonido de la banda como "claramente todavía es el trabajo de solo dos músicos, y el desempeño de estos revela elementos de elegancia formal de sus trabajos previos, como si la gran escala del sonido hubiera sido reforzada por la dinámica de la banda de dos hombres."

### We Are Undone(2015)
We Are Undone, el quinto álbum de estudio de la banda y el segundo bajo el sello de ATO Records, fue lanzado en febrero de 2015 y estuvo enteramente disponible por live streaming en el sitio web de The New York Times.  A diferencia de las canciones de sus primeros cuatro álbumes, We Are Undone fue escrito casi enteramente en el estudio. El álbum fue escrito y grabado en el estudio Panoramic House en Stinson Beach, California, una casa convertida en estudio donde la banda también vivió mientras era grabado. Previamente la banda escribió canciones y trabajo en ellas mientras tocaban en espectáculos, algunas veces a través de los años, pero escribir y grabar al mismo tiempo era "bastante refrescante", según palabras de Stephens. We Are Undone continuó el estilo de The Bloom and Blight, concentrándose en un sonido despojado y dinámicas ruidosas/suaves, yendo profundamente más alejadas de ese blues inspirado por punk de sus primeros trabajos, metiéndose más en un rock and roll. Similares a The Bloom and Blight, las críticas continuaron tanto alabando este nuevo cambio de sonido o deseando las narrativas y líricas de sus previos álbumes. Zwickel de Pitchfork observó que "en su rugido a menudo incipiente, We Are Undone tiene poca semejanza con el enfoque laser del punk-blues de sus trabajos previos. Las canciones simplemente no son tan buenas." Sin embargo, Neil McCormack de The Telegraph noto que "la amplitud estilística y los cambios dinámicos compensan la chispa brutal de su sonido" y que "hay una compasión e inteligente en el trabajo en canciones de vidas vividas en el borde del colapso, romántica, financiera y socialmente." We Are Undone recibió un puntaje de 68 sobre 100 en Metacritic, con "criticas generalmente favorables" como sus tres trabajos previos.

### Segundo hiato (2016-presente)
Después de terminar los tours en Estados Unidos y Europa de su último álbum, no hubo ninguna palabra oficial de la banda hasta septiembre de 2016, donde una publicación en la página de Facebook de la banda decía: "Nuestras disculpas por no comunicarnos por un tiempo. El ultimo invierno, después de un par de años de hacer tours incesablemente, decidimos tomarnos un descanso y enfocarnos en otras cosas. En realidad, fue mas una inacción tacita mas que cualquier decisión adecuada. No nos pareció que fuera algo algo merecido de anunciar en su momento y todavía no lo es. Solo queríamos saludar y decirles a los que nos hayan escrito que estamos al tanto y leemos sus mensajes. Los extrañamos también. Sin noticias por ahora, pero tenemos otros proyectos en progreso así que mantengan sus ojos abiertos". La página ha informado sobre el proyecto de Tyson Vogel, Devotionals, pero no hay palabras oficiales sobre Adam Stephens o el futuro de la banda (hasta febrero de 2019).

## Música

### Influencia y estilo musicales
Los primeros trabajos de Two Gallants se caracterizaron según los críticos como una forma de folk o blues inspirados por rock. La banda a menudo reutilizaba viejas melodías y letras de blues en canciones, y las letras y temas de la música vinculados a lo que a menudo se encuentra en el blues. El estilo de punteo con los dedos de Stephens en la guitarra y las líneas de bajo son consideradas una marca propia de la banda. Las líneas de bajo en las melodías de guitarra de Stephens son conseguidas a través de la conexión de su guitarra con un amplificador de bajo para rellanar el sonido de su música. El sonido de la banda a  de los tres primeros discos fuertemente refleja la influencia del blues y el punk en su música.
Después del primer hiato de la banda de 2008 a 2012, el dúo se reunió y las nuevas canciones fueron más despojadas, concentradas, más ruidosas y más "pesadas" que sus trabajos anteriores. Las letras se mantuvieron igual, solo habiendo cambios en las estructuras de las canciones. El trabajo de guitarra demostró acordes más poderosos y cambios entre una dinámica ruidosa/suave en vez de un punteo con los dedos para conseguir un efecto dramático. Este cambio en el sonido en The Bloom and the Blight y We Are Undone refleja que la música de la banda creció recibiendo influencias de bandas como Nirvana, Pavement y Operation Ivy, en vez de ser dominada por los discos de blues que ambos oían en su adolescencia.

## Discografía

### Álbumes
- The Throes (2004, Alive Records)
- What the Toll Tells (2006, Saddle Creek)
- Two Gallants (2007, Saddle Creek)
- The Bloom and the Blight (2012, ATO Records)
- We Are Undone (2015, ATO Records)

### Sencillos & EPs

#### EPs
- Nothing to You (re-mix) + 3 (2006, Alive Records)
- The Scenery of Farewell (2007, Saddle Creek)

#### Sencillos
- "I'm Her Man" (2004, Alive Records)
- "Las Cruces Jail" (2005, Saddle Creek)
- "Steady Rollin'" (2006, Saddle Creek)